# Damongo
Damongo – miasto w Ghanie, w regionie Północny, w dystrykcie West Gonja.